# Messa per Rossini
La Messa per Rossini (en italià Missa per Rossini), és una missa de rèquiem composta per commemorar el primer aniversari de la mort de Gioachino Rossini. Va ser una col·laboració entre 13 compositors italians, iniciada per Giuseppe Verdi. La composició s'hauria executar el 13 de novembre de 1869 a la Basílica de San Petronio, Bolonya, on Rossini va créixer i va passar gran part de la seva vida.

## Origen i context
Verdi havia proposat aquesta col·laboració en una carta del 17 de novembre de 1868, quatre dies després de la mort de Rossini, al seu editorial a Casa Ricordi, Tito Ricordi (1811-1888).
L'Ajuntament de Bolonya i l'Acadèmia Filharmònica de Bolonya van rebre aquesta idea favorablement i un comitè de tres membres (Lauro Rossi, Alberto Mazzucato, Stefano Ronchetti-Monteviti) del Conservatori de Milà es va establir a Milà amb Giulio Ricordi com a secretari. El comitè va triar als compositors i assignar la tasca a cadesco; Angelo Mariani va acceptar d'en ser el director.
Mariani també va participar en les commemoracions de Rossini a Pesaro, lloc de naixement de Rossini, previstes per a agost de 1869. Tot i la invitació suplicant de Mariani a Verdi el 19 d'agost de 1869, Verdi va respondre indignat el mateix dia que no assistiria. En una carta de 24 d'agost, Mariani va expressar el seu neguit per aquesta resposta. Mentrestant, la comissió havia demanat a l'empresari del Teatre Comunale di Bologna, Luigi Scalaberni (1823-1876), que prestés els intèrprets, l'orquestra i el cor per a la representació a Bolonya el 13 de novembre. Scalaberni va rebutjar el 6 d'octubre per raons comercials perquè l'exercici de la missa impediria l'èxit de la seva temporada d'òpera. Les autoritats municipals van suggerir ajornar les commemoracions fins al desembre, després de la temporada d'òpera. Verdi es va oposar a aquest demora i també a un suggeriment del comitè de traslladar l'actuació a Milà. En una carta del 27 d'octubre de 1869 a Ricordi, Verdi s'oposa a la demora o la reubicació, i no només culpa Mariani per la situació, sinó que comenta: "Qui seria el director de Milà? L'estrena de la composició, que es va acabar en l'estiu de 1869, va ser cancel·lada i el manuscrit va caure en l'oblit.
Giuseppe Verdi va adaptar la seva pròpia contribució, la conclusió «Libera me», com a base per a aquesta secció a compondre el seu propi Messa da Requiem.

## Primeres actuacions
La partitura completa de la Messa per Rossini va ser descobert pel musicòleg nord-americà David Rosen el 1969 i estrenat el 1988 pel Gächinger Kantorei dirigit per Helmuth Rilling a l'European Music Festival de Stuttgart i després en altres festivals com el Rheingau Musik Festival el 2001. La primera actuació als Estats Units va tenir lloc a l'octubre de 1989 a l'Avery Fisher Hall d'Avery Fisher Hall, també dirigida per Rilling, amb la soprano Gabriela Beňačková, la mezzo Cornelia Kallisch, el tenor James Wagner i el baix Brian Matthews, el Gächinger Kantorei i el Filharmònica de New York. El treball ha estat posteriorment gravat en CD. La primera actuació al Regne Unit va ser donada el 2003 a la Royal Academy of Music de Londres per la Trinity Chorale i Trinity Orchestra dirigida per John Wyatt (director de música de Aldenham School). L'any 2017, Riccardo Chailly dirigeix aquest Requiem per primera vegada al Teatre alla Scala de Milà.

## Subdivisió
| Compositor                     | Secció            | Moviment                                                | Ajust                                                 |
| ------------------------------ | ----------------- | ------------------------------------------------------- | ----------------------------------------------------- |
| Antonio Buzzolla (1815–1871)   | I. Introitus      | Requiem i Kyrie                                         | cors                                                  |
| Antonio Bazzini (1818–1897)    | II. Sequentia     | 1. Dies Irae                                            | cors                                                  |
| Carlo Pedrotti (1817–1893)     | II. Sequentia     | 2. Tuba mirum                                           | solo (baríton) i cors                                 |
| Antonio Cagnoni (1828–1896)    | II. Sequentia     | 3. Quid sum miser                                       | duetto: soprano i mezzo-soprano                       |
| Federico Ricci (1809–1877)     | II. Sequentia     | 4. Recordare Jesu                                       | quartet: soprano, mezzo-soprano, baríton i baix       |
| Alessandro Nini (1805–1880)    | II. Sequentia     | 5. Ingemisco                                            | solo (tenor) i cors                                   |
| Raimondo Boucheron (1800–1876) | II. Sequentia     | 6. Confutatis Oro supplex                               | solo (baix) i cors                                    |
| Carlo Coccia (1782–1873)       | II. Sequentia     | 7. Lacrimosa Amen                                       | Cor a capella i cors                                  |
| Gaetano Gaspari (1808–1881)    | III. Offertorium  | Domine Jesu Quam olim Abrahae Hostias Quam olim Abrahae | quartet: (soprano, mezzo-soprano, tenor, baix) i cors |
| Pietro Platania (1828–1907)    | IV. Sanctus       | Sanctus Hosanna Benedictus Hosanna                      | solo (soprano) i cors                                 |
| Lauro Rossi (1810–1885)        | V. Agnus Dei      | Agnus Dei                                               | solo (mezzo-soprano)                                  |
| Teodulo Mabellini (1817–1897)  | VI. Communio      | Lux aeterna                                             | trio: tenor, baríton i baix                           |
| Giuseppe Verdi (1813–1901)     | VII. Responsorium | Libera me Dies Irae Requiem aeternam Libera me          | solo (soprano) i cors                                 |